# 獎勵

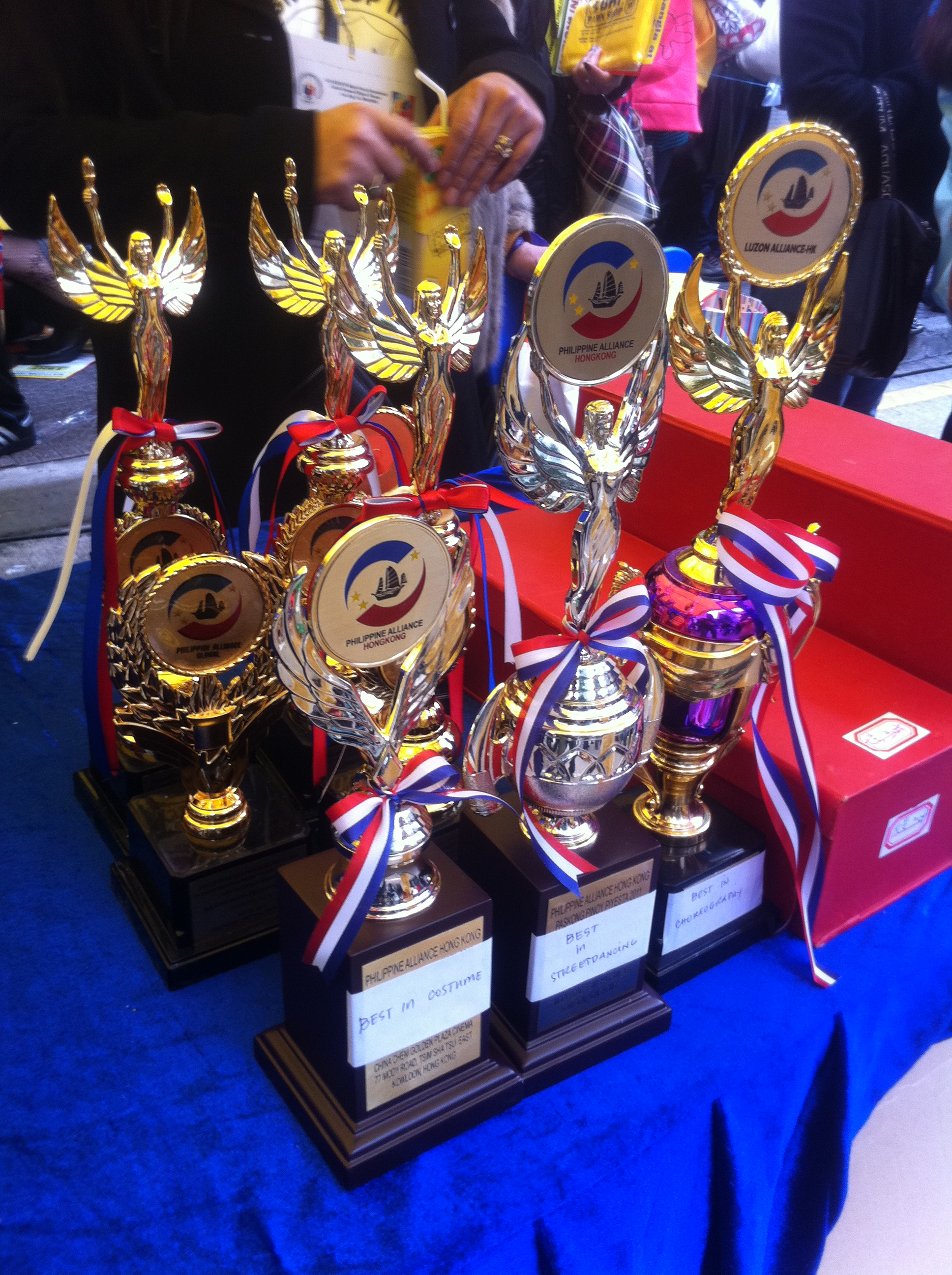
獎座

奖励是给予个人、团体、组织的精神或物质方面的激励，以表彰他们在某个领域的卓越表现。正式的頒獎通常會在一個頒獎典禮中舉行，由頒獎人將獎項授予得獎者，並伴隨著各種獎品，例如獎牌、獎章、獎盃、獎座、獎狀或其它各種形式的物品，也可能直接贈送金錢，稱之為獎金，如果是送給學生的獎金則稱為獎學金。在體育競賽或其他類型的比賽中，通常會依照得獎者的名次不同而給予不同等級的獎品，例如金牌會頒給冠軍、銀牌會頒給亞軍、銅牌會頒給季軍。